# Савченко, Феодосий Родионович
Феодо́сий Родио́нович Са́вченко (укр. Феодо́сій Родіо́нович Са́вченко; 24 января 1902, Мошны — 5 мая 1942, Староселье) — советский партизан Великой Отечественной войны, командир Черкасского партизанского батальона. Один из трёх братьев Савченко.

## Биография
Родился 24 января 1902 года в деревне Мошны Черкасского уезда Киевской губернии в многодетной крестьянской семье. В молодости был пастухом, подрабатывал в экономии княгини Балашовой. Окончил земскую двухклассную школу. Работал посыльным и учеником писаря сельского кредитного общества. В 1918 году как красноармеец участвовал в боях против немецких и австрийских интервентов. После гражданской войны учился на командных пехотных курсах в Черкассах, служил в батальоне ВЧК в особом отделе. С 1924 года занимал командные должность с кавалерийских частях, обучался в военно-политической академии Ленинграда.
До войны Феодосий Родионович работал военным руководителем в Черкасском ветеринарном техникуме. С охотой принял предложение остаться в тылу наступающих немцев для вооружённой борьбы, как опытный военный возглавил Черкасский партизанский батальон, в котором политруком был Сергей Палёха. В отряде было более 130 бойцов, которые, находясь в Черкасском лесу, вели борьбу с немцами. Отряд пережил холодную зиму 1941—1942 годов. Феодосий вёл личный дневник отряда.
5 мая 1942 в Староселье (Городищенский район) Феодосий Родионович погиб в бою с полицаями. Был похоронен в деревне Мошны. Посмертно награждён Орденом Отечественной войны I степени.
В его честь, как и в честь его двух братьев, была названа одна из улиц Черкасс.